# Mesochorus pueblicus
Mesochorus pueblicus là một loài tò vò trong họ Ichneumonidae.